# Chironomidae

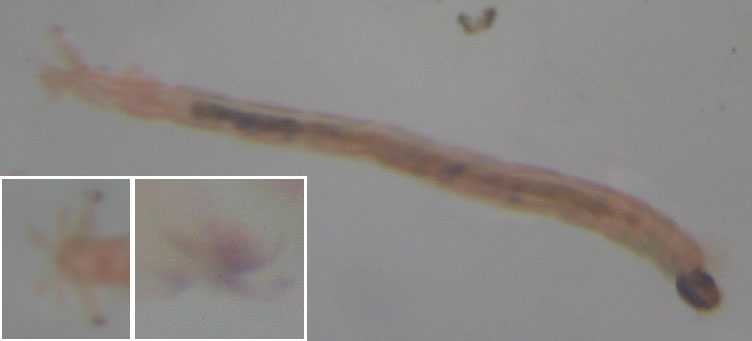
Larva de Chironomidae larva,aproximadamente 1 cm de longitud, cabeza a la derecha. Detalles del extremo posterior provienen de otras imágenes del mismo sujeto.

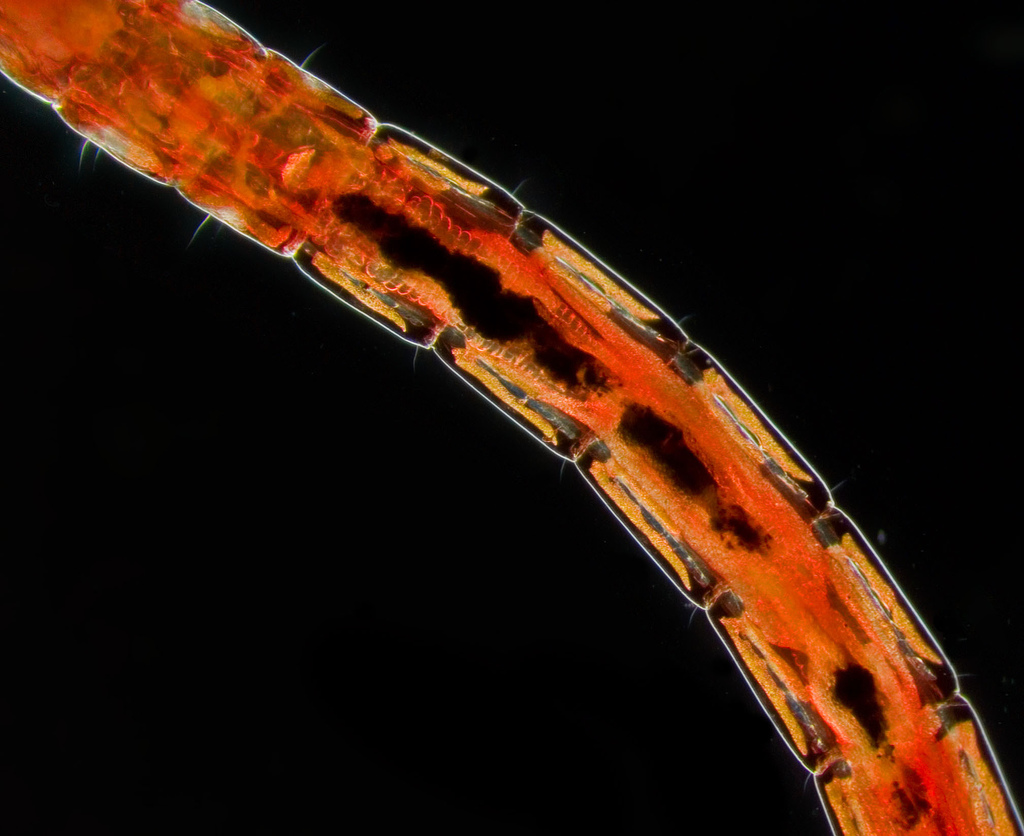
Larva de Chironomidae con su típico color rojo. Aumentado ~x40. Cabeza a la izquierda, no a la vista.

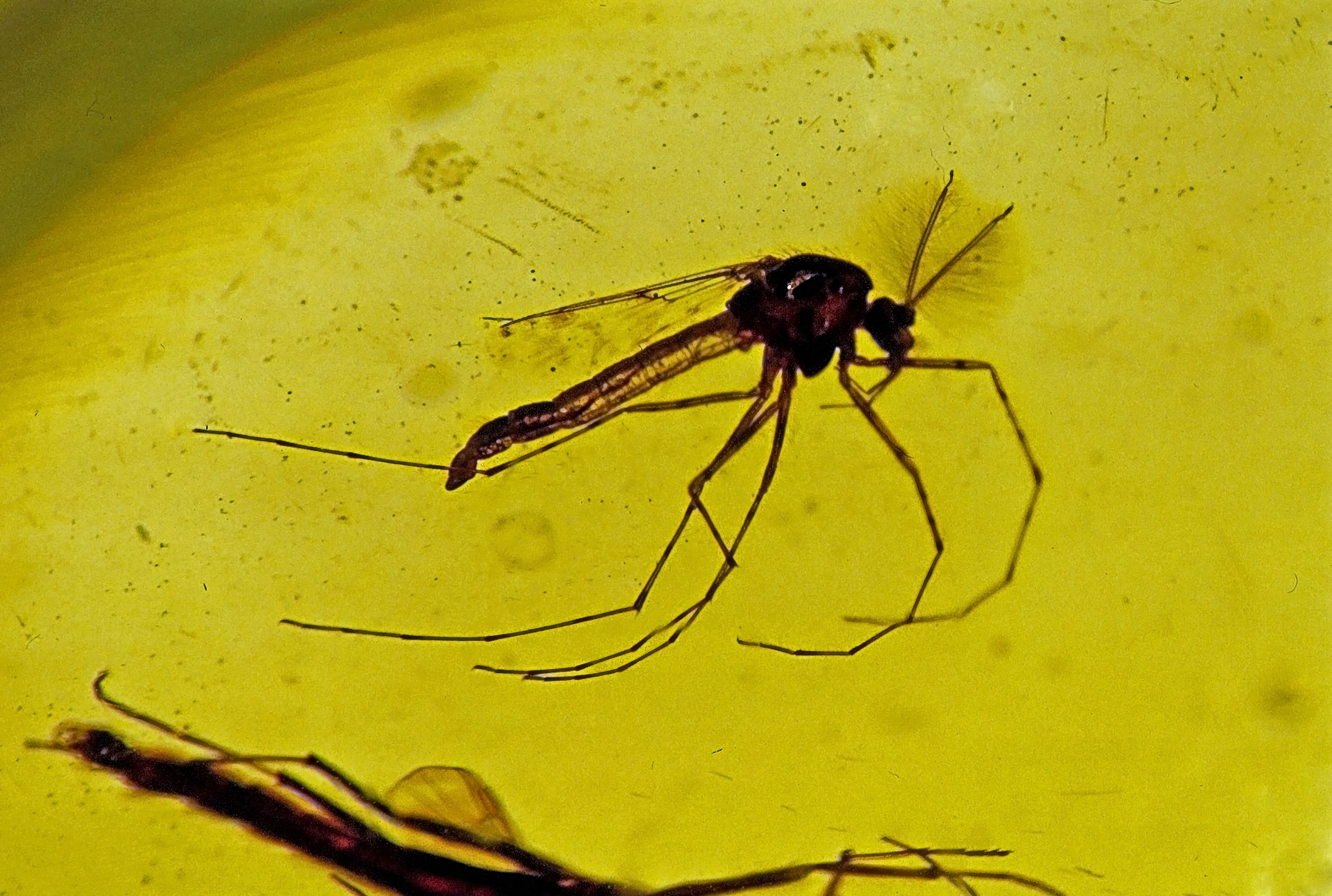
Chironomidae macho en ámbar de Polonia, 40 a 50 Ma.

Los quironómidos (Chironomidae) son una familia de dípteros nematóceros de distribución mundial. Están relacionados con las familias Ceratopogonidae, Simuliidae y Thaumaleidae. Muchas especies se parecen a los mosquitos de la familia Culicidae pero las alas no tienen escamas y las piezas bucales no son alargadas como las de los mosquitos. Es una familia muy grande con más de 7.000 especies descritas en 540 géneros. Los machos se distinguen fácilmente por sus antenas plumosas. A los adultos a veces se los llama moscas de los lagos o moscas de la arena.

## Descripción y comportamiento
Las larvas se encuentran en muchos ambientes acuáticos o semi acuáticos incluyendo huecos en troncos de árboles, bromelias, material vegetal en descomposición, suelo, aguas cloacales y recipientes artificiales. Estas son un alimento importante de  peces y otros animales acuáticos. Sus fósiles están distruibidos en muchos ambientes acuáticos y sirven como indicadores de ambientes pasados, incluyendo cambios climáticos.  Las larvas de algunas especies son de color rojo brillante debido a la presencia de hemoglobina, que es muy poco común entre los insectos.
Los adultos tienen una vida muy corta y no se alimentan o a lo sumo beben rocío de miel o agua azucarada. Estos pueden ser plagas cuando emergen en grandes cantidades, pudiendo causar reacciones alérgicas en personas sensibles a estas.

## Ecología
Algunos peces como las truchas se alimentan de las larvas y de las pupas momentos antes de su emergencia como adultos. Los adultos alados también son comidos por peces y por aves insectívoras como las golondrinas. Las larvas son comidas por algunos anfibios como las salamandras del género Taricha.
También son importantes como especies indicadoras. La presencia, ausencia y abundancia de ciertas larvas en diversos entornos fluviales pueden indicar diferentes grados de contaminación de aguas continentales. De igual modo, el comportamiento preferentemente detritívoro de los estadios inmaduros permite su uso como indicadores de interés médico-legal. A pesar de que su importancia en entomología forense había sido postulada de forma clásica, no ha sido hasta varios años después que se han podido concretar las condiciones de su aplicación a la hora de resolver el problema de la datación de la muerte en cadáveres sumergidos.
Los pescadores usan las larvas como carnada o como modelo para diseñar carnadas artificiales o moscas artificiales.

## Subfamilias y géneros
La familia se divide en once subfamilias: Aphroteniinae, Buchonomyiinae, Chilenomyinae, Chironominae, Diamesinae, Orthocladiinae, Podonominae, Prodiamesinae, Tanypodinae, Telmatogetoninae, Usambaromyiinae.
| - Abiskomyia - Ablabesmyia - Acamptocladius - Acricotopus - Alotanypus - Anatopynia - Antillocladius - Apedilum - Apometriocnemus - Apsectrotanypus - Arctodiamesa - Arctopelopia - Asheum - Australopelopia - Axarus - Baeoctenus - Beardius - Beckidia - Belgica - Bethbilbeckia - Boreochlus - Boreosmittia - Brillia - Brundiniella - Bryophaenocladius - Buchonomyia - Camptocladius - Cantopelopia - Cardiocladius - Chaetocladius - Chasmatonotus - Chernovskiia - Chironomus - Cladopelma - Cladotanytarsus - Clinotanypus - Clunio - Coelotanypus - Compteromesa - Compterosmittia - Constempellina - Conchapelopia - Corynocera - Corynoneura - Corynoneurella - Cricotopus - Cryptochironomus - Cryptotendipes - Cyphomella - Demeijerea - Demicryptochironomus - Denopelopia - Derotanypus - Diamesa - Dicrotendipes - Diplocladius - Diplosmittia - Djalmabatista - Doithrix - Doncricotopus - Echinocladius - Einfeldia - Endochironomus - Endotribelos - Epoicocladius - Eretmoptera - Eukiefferiella - Eurycnemus - Euryhapsis - Fittkauimyia - Georthocladius - Gillotia - Glyptotendipes - Goeldichironomus - Graceus - Guttipelopia - Gymnometriocnemus | - Gynocladius - Halocladius - Hanocladius - Harnischia - Hayesomyia - Heleniella - Helopelopia - Heterotanytarsus - Heterotrissocladius - Hudsonimyia - Hydrobaenus - Hyporhygma - Ichthyocladius - Irisobrillia - Kiefferulus - Kloosia - Krenopelopia - Krenosmittia - Labrundinia - Lappodiamesa - Larsia - Lasiodiamesa - Lauterborniella - Limnophyes - Lipurometriocnemus - Litocladius - Lopescladius - Macropelopia - Meropelopia - Mesocricotopus - Mesosmittia - Metriocnemus - Microchironomus - Micropsectra - Microtendipes - Monodiamesa - Monopelopia - Nanocladius - Natarsia - Neozavrelia - Nilotanypus - Nilothauma - Nimbocera - Odontomesa - Oliveridia - Omisus - Onconeura - Oreadomyia - Orthocladius - Pagastia - Pagastiella - Paraboreochlus - Parachaetocladius - Parachironomus - Paracladius - Paracladopelma - Paracricotopus - Parakiefferiella - Paralauterborniella - Paralimnophyes - Paramerina - Parametriocnemus - Parapentaneura - Paraphaenocladius - Parapsectra - Parasmittia - Paratanytarsus - Paratendipes - Paratrichocladius - Paratrissocladius - Parochlus - Parorthocladius - Pentaneura - Phaenopsectra | - Pirara - Platysmittia - Plhudsonia - Polypedilum - Potthastia - Procladius - Prodiamesa - Protanypus - Psectrocladius - Psectrotanypus - Pseudochironomus - Pseudodiamesa - Pseudokiefferiella - Pseudorthocladius - Pseudosmittia - Psilometriocnemus - Radotanypus - Rheocricotopus - Rheomyia - Rheopelopia - Rheosmittia - Rheotanytarsus - Robackia - Saetheria - Saetheriella - Schineriella - Semiocladius - Sergentia - Skutzia - Smittia - Stackelbergina - Stelechomyia - Stempellina - Stempellinella - Stenochironomus - Stictochironomus - Stilocladius - Sublettea - Sublettiella - Symbiocladius - Sympotthastia - Syndiamesa - Synendotendipes - Synorthocladius - Tanypus - Tanytarsus - Tavastia (genus) - Telmatogeton - Telmatopelopia - Telopelopia - Tethymyia - Thalassomya - Thalassosmittia - Thienemannia - Thienemanniella - Thienemannimyia - Tokunagaia - Tribelos - Trichochilus - Trichocladius - Trichotanypus - Trissocladius - Trissopelopia - Tvetenia - Unniella - Virgatanytarsus - Vivacricotopus - Xenochironomus - Xenopelopia - Xestochironomus - Xylotopus - Zalutschia - Zavrelia - Zavreliella - Zavrelimyia |